# Маневицький загальнозоологічний заказник
Маневицький заказник — загальнозоологічний заказник місцевого значення в Україні. Об'єкт розташований на території Камінь-Каширського району Волинської області, ДП «Маневицькие ЛГ» (Маневицьке лісництво, кв.2). 
Площа — 138 га, статус отриманий у 1991 році.
Охороняються ділянка перезволоженого сосново-березового лісу, де у трав'яному ярусі домінує орляк звичайний. У заказнику мешкають лісові тварини: лось, свиня дика, сарна європейська, заєць сірий, борсук європейський та ін. Гніздиться лелека чорний – рідкісний вид, занесений до Червоної книги України та міжнародних природоохоронних списків.